# Едвард Лі Торндайк
Едвард Лі Торндайк (англ. Edward Lee Thorndike; 31 серпня 1874, Вільямсбург, штат Массачусетс — 10 серпня 1949, Монтроз, Нью-Йорк) — американський психолог і педагог. Президент Американської психологічної асоціації в 1912 році.
Проводив дослідження, вивчаючи поведінку тварин. Вони були спрямовані на вихід з «проблемного ящика». Під цим терміном Торндайк мав на увазі експериментальний пристрій, в якому поміщалися піддослідні тварини. Якщо вони виходили з шухляди, то отримували підкріплення рефлексу. Результати досліджень відображалися на певних графіках, які він назвав «криві научіння». Таким чином, метою його дослідження було вивчення рухових реакцій тварин. Завдяки цим експериментам Торндайк зробив висновок, що тварини діють методом «проб, помилок і випадкового успіху». Ці роботи привели його до теорії коннективізму.

## Біографія
Народився в сім'ї священика методистської церкви. Сім'я вела аскетичний спосіб життя, синів (їх було троє) виховували в строгості, прищеплюючи їм звичку до наполегливої праці та самовідданого дотримання моральних заповідей. Такий стиль виховання може здатися занадто суворим, проте його позитивні плоди були у наявності: всі троє братів Торндайк поступили до університету Веслі і згодом стали великими вченими.
Едвард Торндайк поступив в Університет Веслі. Ще будучи студентом, він захопився психологією, прочитавши книгу У. Джемса «Основи психології». Вона настільки його зацікавила, що Торндайк вирішив зустрітися з автором і поїхав до Гарвардського університету.
У 1898 році він захистив докторську дисертацію в Колумбійському університеті під керівництвом психолога, якого звали Джеймс Маккін Кеттел. З 1904 року став професором Колумбійського університету.
Після написання своєї дисертації «Інтелект тварин» Торндайк залишає досліди над тваринами і перемикається на людей. У 1899 р. він вступає на посаду викладача психології в педагогічний коледж Колумбійського університету і там проводить психологічні дослідження проблеми навчання людей, а також захоплюється такою сферою наукової діяльності, як тестування інтелекту.
У 1912 році Торндайк стає президентом Американської психологічної асоціації. У 1939 році він іде у відставку, проте активно продовжує свою наукову діяльність аж до смерті в 1949. Його внесок у науку гідно оцінений багатьма вченими і дослідниками, наприклад, засновником біхевіоризму Джоном Уотсоном і російським ученим І. П. Павловим. Його наукові дослідження і роботи з теорії навчання стимулювали величезний інтерес в американській науці саме в цій галузі. Об'єктивність і точність зробили праці Торндайка класичними. Своїми роботами Торндайк показав, що психологія як наука виходить далеко за рамки простої механіки та біології. В її основі лежать зовсім інші принципи, а сфера дослідження розповсюджується крім самого організму і на область його взаємодії із зовнішнім середовищем.

## Експерименти Торндайка
Натхнений ідеями У. Джеймса, Торндайк перевівся до Гарвардського університету і тут прослухав його курс. Він запропонував провести дослідження сиріт. Незважаючи на підтримку Джеймса, адміністрація притулку відмовилася від проведення дослідження. Тоді Торндайк зайнявся дослідами над тваринами. Він став навчати курчат навичкам проходження лабіринту. Так як в Гарварді не було місця для лабораторії, курчат нема де було тримати, і Торндайк за пропозицією Джеймса, який до нього явно благоволив, влаштував імпровізовану лабораторію в підвалі його будинку. Фактично це була перша в світі експериментальна лабораторія з зоопсихології.
Дуже скоро від зоопсихології Торндайк переходить до вивчення дитини, і вже в 1903 році виходить його «Педагогічна психологія», яка в 1913—1914 рр. розростається у величезну тритомну працю (т. I — первісна природа людини; т. II — процес вчення; т. III — розумова праця і втома; індивідуальні відмінності та їхні причини). Проблема навчання ставиться як одна з найголовніших у педагогічній психології. Зокрема Торндайк формулює вперше основні закони вчення. Згодом він неодноразово буде вносити поправки в свої формулювання.
Перша робота Торндайка «Розум тварин» (1898) стала важливим відкриттям на шляху впровадження об'єктивного методу в дослідження процесу навчання. Також він відомий, як творець «закону вправи», «закону ефекту», «закону готовності», «закону використання» і «закону частоти».

## «Закон вправи»
Говорить, що повторення певного акту сприяє навчанню і полегшує його виконання в подальшому, посилюючи зв'язок ситуації з реакцією, а його неповторення послаблює цей зв'язок.
У більш пізніх роботах він провів експеримент. В експерименті було потрібно намалювати лінію в 4 дюйма з закритими очима три тисячі разів. Результат, який отримав Торндайк, привів його до висновку, що повторення одних і тих самих дій майже не вчать людину і мало впливають на психіку.

## «Закон ефекту»
Полягає в тому, що корисна дія, яка викликає задоволення, закріплюється і підсилює зв'язок між ситуацією і реакцією, а шкідлива, що викликає незадоволення, послаблює зв'язок і зникає.
Слід зазначити, що «навчання» Торндайк характеризує як «зв'язок між ситуацією і реакцією, сила якої оцінюється ймовірністю виникнення реакції на стимул».

## Основні роботи
1. Розум тварин / «Animal intelligence» (1898);
2. Освітня психологія / «Educational psychology» v. 1-2 (1913);
3. Психологія бажань, інтересів і переваг / «The psychology of wants, interest and attitudes» (1935);
4. Природа людини в соціальних відносинах / «Human nature and the social order» (1940);
5. Психологія і наука освіти / «Psychology and the science of education: selected frighting of Edward L. Thorndike» (1962).